# Teodoro Lonfernini
Teodoro Lonfernini (ur. 12 maja 1976 w San Marino) – sanmaryński polityk, deputowany do Wielkiej Rady Generalnej od 2008, kapitan regent od 1 października 2012 do 1 kwietnia 2013.

## Życiorys
Teodoro Lonfernini urodził się w 1976. W 1995 uzyskał dyplom z geometrii, a następnie ukończył prawo i rozpoczął pracę w rodzinnej kancelarii adwokackiej.
W 2002 wstąpił do Chrześcijańsko-Demokratycznej Partii San Marino (PDCS) w Borgo Maggiore. W tym samym roku wszedł w skład Rady Centralnej partii, a w 2006 w szeregi jej zarządu. Od 2007 do 2010 kierował gazetą "Il San Marino", pełniącą funkcję partyjnego organu prasowego.
W 2008 został deputowanym do Wielkiej Rady Generalnej. Wszedł w niej w skład Komisji Spraw Zagranicznych, Komisji Spraw Finansowych, Komisji ds. Polityki Terytorialnej oraz Komisji Międzyparlamentarnej. W listopadzie 2010 objął stanowisko przewodniczącego Rady Centralnej PDCS.
17 września 2012 został wybrany przez Wielką Radę Generalną na stanowisko kapitana regenta San Marino, które objął 1 października 2012 razem z Denise Bronzetti na sześciomiesięczną kadencję.
Teodoro Lonfernini mieszka w Serravalle, jest żonaty, ma troje dzieci.